# ボードゥアン4世 (フランドル伯)
ボードゥアン4世（フランス語：Baudouin IV, 980年 - 1035年5月30日）は、フランドル伯（在位：987年 - 1035年）。髭伯（le Barbu）と呼ばれた。

## 生涯
ボードゥアンは、フランドル伯アルヌール2世とアンスカリ家のロザーラ（イタリア王ベレンガーリオ2世の娘）との間に生まれた。987年に父の死によりフランドル伯位を相続したが、ボードゥアンが成年に達するまで母ロザーラが摂政をつとめた。
これまでのフランドル伯とは対照的に、ボードゥアンの関心は、彼の家臣であるギネ（Guînes）伯、エスダン（Hesdin）伯およびサン＝ポル伯らの手中にあった南部ではなく、東部に向いていた。
伯領の北部は、レーエンとして神聖ローマ皇帝ハインリヒ2世からゼーラントの地を与えられており、一方、スヘルデ川右岸の地域は、サントメールおよび北部テルノワ（Ternois）に加え、ヴァランシエンヌおよびカンブレーの一部が与えられていた。
フランス内のフランドル伯領では、ボードゥアンの支配権は確固たるものであった。フランドルの海岸沿いの湿地帯は大規模な植民地化がなされ、港やブルージュの街の拡張が行われた。ボードゥアンは1035年5月30日に死去した。

## 結婚と子女
ボードゥアンは最初に、アルデンヌ家のモーゼル伯フリードリヒの娘オトギファ（独：Otgiva、仏：Ogive）と結婚、1男をもうけた。
- ボードゥアン5世（1012年 - 1067年） - フランドル伯（1035年 - 1067年）、娘マティルドはイングランド王ウィリアム1世と結婚し、イングランド王家の祖先の一人となった[1][4]。

二度目に、ノルマンディー公リシャール2世の娘エレオノールと結婚、1女をもうけた。
- ジュディット（1033年 - 1094年） - イングランド貴族トスティ・ゴドウィンソンと結婚、のち、バイエルン公ヴェルフ1世と結婚[5]。